# Microstylum morosum
Microstylum morosum är en tvåvingeart som beskrevs av Friedrich Hermann Loew 1872. Microstylum morosum ingår i släktet Microstylum och familjen rovflugor. Inga underarter finns listade i Catalogue of Life.